# Sven Lindman
Sven Lindman (Ormsjö, 1942. április 19. –) svéd válogatott labdarúgó.

## Pályafutása

### A válogatottban
1967 és 1974 között 21 alkalommal szerepelt a svéd válogatottban és 1 gólt szerzett. Részt vett az 1974-es világbajnokságon.

## Sikerei, díjai
Djurgården
- Svéd bajnok (2): 1966

Rapid Wien
- Osztrák kupa (1): 1969